# Kongregate
 (septembre 2011).
Si vous disposez d'ouvrages ou d'articles de référence ou si vous connaissez des sites web de qualité traitant du thème abordé ici, merci de compléter l'article en donnant les références utiles à sa vérifiabilité et en les liant à la section « Notes et références ».
Kongregate est une plateforme de jeux en ligne. Décrite par ses créateurs comme « le YouTube du jeu vidéo », le site permet au visiteur de jouer à des jeux créés et mis en ligne par ses membres, tout comme YouTube le fait avec des vidéos, créées et mises en ligne par ses membres.
Le fonctionnement du site repose sur le plugin Adobe Flash Player et sur le système d'application Ruby on Rails.

## Histoire
En juin 2006, deux américains, Emily Greer et son frère, Jim Greer, créent Kongregate. Le site est dans un premier temps lancé dans une phase de test, pendant laquelle plusieurs développeurs et joueurs viennent tester l'interface et la fonctionnalité du site.
En décembre 2006, Kongregate ouvre officiellement ses portes au public, et entre en phase de Bêta-Test en mars 2007.
Le design du site a été réalisé par Happy Cog Studios.
En juillet 2008, Kongregate a récolté un capital de 9 millions de dollars, notamment grâce à des investissements de la part de Reid Hoffman, Jeff Clavier, Jeff Bezos, et Greylock Partners (en).

## Caractéristiques

### Jeux
Tout comme sur le site Newgrounds, un utilisateur enregistré a la possibilité de mettre en ligne n'importe quel jeu qu'il a créé. Si le jeu est noté à plus de trois étoiles (sur 5) par les autres utilisateurs, il figure sur la liste des jeux. Les jeux notés à moins de deux étoiles ne sont pas ajoutés à la liste, mais ils restent tout de même accessibles via le profil du créateur ou en utilisant la barre de recherche du site.
Si le jeu est bien noté, il entre dans la compétition hebdomadaire et mensuelle de Kongregate. Cette compétition récompense les jeux les mieux notés à la semaine et au mois. Le meilleur jeu de la semaine remporte la somme de 250 USD, et le meilleur jeu du mois remporte la somme de 1 500 USD.
Le site propose un système de classement à points gagnés par les joueurs en remplissant certaines conditions dans les jeux qui bénéficient de ces badges. Les joueurs sont ainsi classés selon leur niveau, ce qui incite à jouer régulièrement aux nouveaux jeux faisant partie de ce système.
Le joueur gagne des points :
- en notant les jeux et les fichiers artistiques ou musicaux proposés par les développeurs (1 point) ;
- en gagnant des badges en effectuant des actions selon les jeux, allant de easy (5 points), medium (15 points), hard (30 points) jusqu'à impossible (60 points).
- en accomplissant des "quêtes", pour accomplir une quête il faut obtenir certains badges.
- en effectuant des challenges qui sont des badges liés à des évènements ponctuels que l'on ne peut obtenir que sur une période de temps limitée.
- en gagnant le "badge du jour", chaque jour un badge est choisi aléatoirement pour être le badge du jour et ses points sont alors doublés.
- en invitant un ami (15 points) et lorsque cet ami gagne des niveaux.
- en partageant un jeu.

### Interface
Chaque jeu est agrémenté d'une fenêtre de chat avec l'accès à une multitude de salons, permettant aux joueurs de discuter entre eux en même temps qu'ils jouent. Les jeux multijoueur ont en général leur propre salon de discussion, accessible uniquement en jouant au jeu correspondant. Le chat permet également d'enregistrer les scores et de valider les gains de cartes ou de badges.
En survolant les noms des utilisateurs présents sur le salon, il est aussi possible de voir à quel jeu ils jouent, en cliquant dessus, un bref aperçu de leurs profils.
Les utilisateurs ont également une icône à côté de leur nom, désignant leur niveau. Les Modérateurs ont également la lettre M, les développeurs de jeux la lettre D, les propriétaires d'une room (salle de chat) ont la lettre R et les membres de l'équipe Kongregate, la lettre K.